# Hololena mimoides
Hololena mimoides là một loài nhện trong họ Agelenidae.
Loài này thuộc chi Hololena. Hololena mimoides được Ralph Vary Chamberlin miêu tả năm 1919.